# 军妓
軍妓（英語：Military brothels），古代中國即營妓，是附屬於軍隊的妓女。她們當中如果不是「自愿」，如「非自愿」即是性奴隶一種，後者可引致戰爭罪行爭議。

## 歷史
中国的军妓历史始于汉朝。“一曰，古未有妓，至汉武始置营妓，以待军士之无妻室者”。《汉武外史》。
「國際認證」軍事性奴事件涉及多個強國。在西方，有納粹德國（含國防軍、黨衛軍）的軍妓、法國於北非等殖民地設置的「軍妓營」及蘇聯紅軍於他國之罪行。而在東方則有日軍的「慰安婦」、驻日盟军的“小潘潘”（Pan pan girls）、南韓的「特別慰安所」、朴正熙時期的「基地村」與越戰韓軍之白虎師的惡形惡狀、越南共和國的美軍慰安婦、英屬印度的軍妓制度、印度克什米爾地區的性工作者軍團、敘利亞內戰中的“性聖戰”以及朝鲜民主主义人民共和国的歡樂組。這些性奴隸的戰爭罪行，起因都在於軍政首長對希望以「軍妓控制軍紀」。二戰時，日軍希望借此防止官兵於占領區對居民進行性犯罪而引起反日情緒、也相信這樣有助防止性病造成的戰鬥力下降問題、以及防諜的必要性，因此設立慰安所。德軍更於部分戰區、部隊長更強制所屬官兵按期前往軍妓院（camp brothels），以滿足軍人的性需求，同樣有利減少軍人姦淫民女，會性病傳播的原因。
這些軍事性奴之所以為國際所認證，就在於有官方記錄、甚至編列預算，官方直接或間接控制賣淫組織，司法機關或民間無法介入保護，這表示是有組織性的國家級暴力。
2007年4月，美聯社查訪日本史料，指出第二次世界大戰以後，駐日盟軍總司令部（GHQ）曾經默許日本設置軍妓院（類似慰安所）、強徵婦女作為軍妓（類似慰安婦）供駐日美軍發洩性慾。1945年8月18日，日本代表在菲律賓商談投降條件之後，日本政府下令茨城縣警察配合設立軍妓院，作為美軍的娛樂。他們把單身警員宿舍改裝，找來了20名婦女作為軍妓。1945年9月20日，日本第一間軍妓院開始營業。日本史料提及軍妓人數最多時達到七萬人，但未提及其中是否包含外國婦女。日本史料宣稱，軍妓起初拒絕接待「敵人」，但是後來「能平和接受現實」。其中一間軍妓院有上百名軍妓，每個軍妓平均每天要接客15到60次，每次收費約15日圓，等於當時半包香菸的售價。1946年3月，美軍統帥道格拉斯·麥克阿瑟聽取軍中牧師的建議，下令關閉所有軍妓院；一方面是出於道德考量，一方面是因為當時有超過兩成五的美軍感染性病。

## 相關

### 書籍
- 《中國性研究》，李敖，ISBN 978-7-5057-2054-1。